# Communes de la province de Sassari
- Haut – A
- B
- C
- D
- E
- F
- G
- H
- I
- J
- K
- L
- M
- N
- O
- P
- Q
- R
- S
- T
- U
- V
- W
- X
- Y
- Z

## A
- Aggius
- Aglientu
- Alà dei Sardi
- Alghero
- Anela
- Ardara
- Arzachena

## B
- Badesi
- Banari
- Benetutti
- Berchidda
- Bessude
- Bonnanaro
- Bono
- Bonorva
- Bortigiadas
- Borutta
- Bottidda
- Buddusò
- Budoni
- Bultei
- Bulzi
- Burgos

## C
- Calangianus
- Cargeghe
- Castelsardo
- Cheremule
- Chiaramonti
- Codrongianos
- Cossoine

## E
- Erula
- Esporlatu

## F
- Florinas

## G
- Giave
- Golfo Aranci

## I
- Illorai
- Ittireddu
- Ittiri

## L
- La Maddalena
- Laerru
- Loiri Porto San Paolo
- Luogosanto
- Luras

## M
- Mara
- Martis
- Monteleone Rocca Doria
- Monti
- Mores
- Muros

## N
- Nughedu San Nicolò
- Nule
- Nulvi

## O
- Olbia
- Olmedo
- Oschiri
- Osilo
- Ossi
- Ozieri

## P
- Padria
- Padru
- Palau
- Pattada
- Perfugas
- Ploaghe
- Porto Torres
- Pozzomaggiore
- Putifigari

## R
- Romana

## S
- Santa Maria Coghinas
- San Teodoro
- Sant'Antonio di Gallura
- Santa Teresa Gallura
- Sassari
- Sedini
- Semestene
- Sennori
- Siligo
- Sorso
- Stintino

## T
- Telti
- Tempio Pausania
- Tergu
- Thiesi
- Tissi
- Torralba
- Trinità d'Agultu e Vignola
- Tula

## U
- Uri
- Usini

## V
- Valledoria
- Viddalba
- Villanova Monteleone